# 北平戰鬥
北平戰鬥發生於1937年7月28日－8月4日，地點則是在中國冀北一帶。是抗日戰爭主要戰鬥之一，交戰一方為守軍之國民革命軍，另一方則為日軍。中國軍隊領導者為宋哲元、佟麟阁、趙登禹，日軍方面領軍者則為河邊正三。該戰鬥，日軍以空炸優勢取得勝利，國民革命軍29軍副軍長佟麟閣與132師師長趙登禹均陣亡，8月4日，國民革民軍撤出北平。